# هارون جيلمان
هارون جيلمان (بالإنجليزية: Aaron Gelman)‏ هو رسام أمريكي، ولد في 1889، وتوفي في 1970.